# Heinrich Auspitz
Carl Heinrich Auspitz, né le 2 septembre 1835 à Nicolsbourg en margraviat de Moravie et mort le 23 mai 1886 à Vienne, est un médecin et dermatologue autrichien. Il a laissé son nom à la manifestation clinique du psoriasis dénommée signe d'Auspitz.

## Biographie

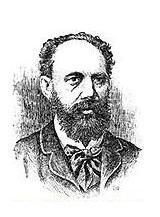
Carl Heinrich Auspitz.

Heinrich Auspitz étudie la médecine à l'université de Vienne. Il se spécialise dans le domaine de la dermatologie et des maladies vénériennes, notamment la syphilis. Il étudie, puis collabore avec de grands médecins spécialistes dans les maladies infectieuses et histologie, notamment Ernst Wilhelm von Brücke, Karel Rokitansky, Joseph Škoda et Ferdinand von Hebra.
En 1863, Heinrich Auspitz est devenu un privat-docent de la dermatologie et de la syphilis, et au cours de l'année suivante, il a commencé à travailler dans l'Institut d'histologie de Carl Wedl. Il est pionnier dans la recherche médicale sur le tissu biologique, l'hémorragie et le psoriasis avec notamment l'étude d'une des manifestations cliniques du psoriasis décrite comme le signe de la rosée sanglante et dénommée depuis le signe d'Auspitz.
En 1869, il fonde avec son confrère Philipp Josef Pick (1834-1910), la revue de dermatologie "Archiv für Dermatologie und Syphilis".
En 1872, il a été nommé directeur de la polyclinique générale. En 1875 il devint professeur à l'université de Vienne. 
En 1882, il devint membre de l'Académie allemande des sciences Leopoldina.
En 1885, il publie ses travaux sur le mycosis fongoïde sous le titre "Ein Fall von Granuloma fungoides (Mycosis fungoides Alibert)".
Le 23 mai 1886,, il meurt dune crise cardiaque et son corps est enterré au cimetière central de Vienne. 
Il était marié à la pianiste Auguste Auspitz-Kolár.

## Travaux
Ses ouvrages médicaux furent traduits en français par le dermatologue français Pierre Adolphe Adrien Doyon.
- Anatomie des Blattenprocesses. Virchows Archiv für pathologische Anatomie und Physiologie und für klinische Medizin, Berlin, 1863.
- Die Lehren vom Syphilitischen Contagium und ihre thatsächliche Begründung; 384 pages, W. Braumüller, Vienne, 1866.
- Die Zelleninfiltrationen der Lederhaut bei Lupus, Syphilis und Skrophylose. Medizinische Jahrbücher, Vienne, 1866.
- Über das Verhältnis der Oberhaut zur Papillarschicht, insbesondere bei pathologischen Zuständen der Haut. Archiv für Dermatologie und Syphilis, Berlin, 1870